# Guido Peña Pol
Guido Peña Pol   (San José, 17 de febrer de 1938) fou un futbolista costa-riqueny de la dècada de 1960.
Fou internacional amb la selecció de Costa Rica. Pel que fa a clubs, destacà a Orión FC.